# XEN-AM
XEN-AM es una estación de radio localizada en la Ciudad de México, México. Transmite en los 690 kHz de la banda de amplitud modulada con 100 kW de potencia. 
Actualmente se le conoce como El Fonógrafo.

## Historia
XEN-AM comenzó como CYS, a la estación 710 kHz. La estación era propiedad de General Electric de México (ahora GE México, S.A. de C.V.) desde el año 1925 hasta el año 1930.
Durante la mayor parte del año 1930, desde el 5 de febrero hasta el final del año, la estación, por entonces conocida como "Radio Mundial XEN" y con su indicativo actual, ofrecía algo que nunca antes se había ofrecido en la radio: un servicio constante de noticias. Radio Noticias era propiedad de Félix F. Palavicini, un periodista que adquirió la estación a principios de año.
La primera concesión para XEN-AM fue otorgada a Cervecería Modelo, S.A., en el año 1934. En ese momento, la estación aún se emitía en la 710 kHz. Al año siguiente, la estación fue transferida a Guillermina Pontones del Conde, y luego se movió a 690 kHz.
A partir de la década de los años 1950 y hasta principios de la década de los años 1990, tuvo un formato de música del mundo como Radio Mundo. En el año 1993, la estación cambió a un formato deportivo como Radio Sportiva.
A finales de la década de los años 1990, ofrecía música lounge y noticieros con el nombre Ondas del Lago.

### La 69
En el año 2001, Grupo Radio Centro compró la estación endeudada, la desvinculó del sistema Cadena RASA y la convirtió a un formato de noticias, conocido como La 69. La compra fue posible porque el año anterior Radio Centro vendió 1320 AM y 1560 AM a Infored. Sin embargo, la estación generalmente carecía de una programación independiente, ya que su programa principal, el noticiero "De 1 a 3" conducido por Jacobo Zabludovsky, era retransmitido a modo de bucle por el resto del día y los fines de semana. Otro programa con el que inició la estación, "¿Y usted, qué opina?", conducido por Nino Canún, fue cancelado en agosto del año 2014.

### Radio Centro / El Fonógrafo
En el año 2017, citando "cambios en la infraestructura de transmisión de AM", Grupo Radio Centro reorganizó todas sus estaciones de radio de AM, apagando varias y consolidando sus programas. La 69 fue reemplazada por el contenido de la anterior XEQR-AM 1030 kHz, Radio Centro con formato de conversación y XEJP-AM 1150 kHz, El Fonógrafo. De todo el contenido hablado de XEQR-AM, solo dos programas, "Buenos Días" y "Club Nocturno", ambos producciones de Héctor Martínez Serrano, transicionarían al 690, transmitiéndose de 5:30 a 10:00 y de 0:00 a 5:30, respectivamente. "Club Nocturno" fue cancelado en 2019. El resto de la programación es ocupado por El Fonógrafo.

### El Fonógrafo
Desde el 14 de agosto de 2023, El Fonógrafo recuperó su transmisión las 24 horas del día y permaneciendo en la estación XEN-AM 690.

## Programación
El Fonógrafo transmite los grandes éxitos en español de los años 60 a los 2000 a través de sus producciones "Inolvidables del Fonógrafo", "Paginas del Pasado" y "Noche de Ronda".